# Étienne Soubre

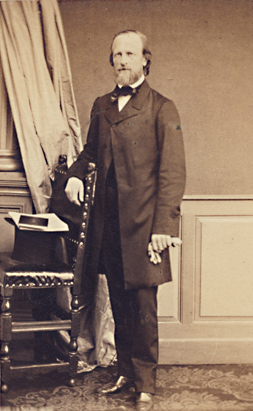
Étienne-Joseph Soubre 1862

Étienne-Joseph Soubre (* 30. Dezember 1813 in Lüttich; † 8. September 1871 ebenda) war ein belgischer Komponist.

## Leben
Étienne Soubre war der Bruder des Malers Charles Soubre (1821–1895). Er besuchte die Lütticher Musikschule (das spätere königliche Konservatorium) im Gründungsjahr 1827, wo er Klavier- und Fagottunterricht erhielt, Harmonielehre, Kontrapunkt und Fugenlehre studierte er bei Joseph Daussoigne-Méhul. Im Alter von 18 Jahren wurde er Assistent (professeur-adjoint) für Notenlehre, später wurde er Klavierlehrer.
1841 gewann er den belgischen Prix de Rome mit seiner Kantate Sardanapale. Nach der vierjährigen Studienreise durch Deutschland, Italien und Frankreich, die obligatorisch mit dem Preisgeld von 2500 francs verbunden war, kehrte er 1844 nach Belgien zurück. Er ließ sich in Brüssel nieder und widmete sich dem Unterrichten und der Chorleitung. In dieser Zeit lag die Aufführung seiner Hymne à Godefroid de Bouillon, die mit großem Erfolg in Antwerpen mit 1500 Sängern aus 46 belgischen, niederländischen und deutschen Chören aufgeführt wurde. 1855 wurde seine erste Oper Isoline ou les Chaperons blancs im Brüsseler Opernhaus La Monnaie uraufgeführt.
Während mehrerer Jahre leitete Soubre die Société Philharmonique de Bruxelles. 1861 wurde er durch die belgische Regierung zum Inspektor des Musikunterrichts an den Mittelschulen ernannt. Bereits ein Jahr später übernahm er die Leitung des Lütticher Konservatoriums, in Nachfolge von Joseph Dassoigne-Méhul. In dieser Funktion führte er neue Unterrichtsfächer, wie eine Orgelklasse, Kammermusik, Vokalensemble, sowie moderne Unterrichtsmethoden ein, die auf eine breiter angelegte Ausbildung der Schüler statt auf Virtuosentum ausgelegt war. Ein besonderes Verdienst war die Gründung der Konzertreihe Les Concerts du Conservatoire.  Unter Soubre begann die Planung eines repräsentativen Neubaus des Konservatoriums. In seinem Todesjahr 1871 wurde Étienne Soubre durch die Mitgliedschaft in die Académie Royale geehrt. Die Stadt Lüttich gedachte ihm mit der Straße «Rue Étienne Soubre».
Ein Sohn war der Architekt Charles Étienne Soubre (1846–1915).

## Werke (Auswahl)
- Symphonie triomphale (1853)
- Isoline ou les Chaperons blancs, Oper (1855)
- Requiem für Männerstimmen (Doppelchor, Soli) und Orchester (1859). Auftragswerk der belgischen Regierung zur Feier der September-Feste in Brüssel zum Andenken an die für Belgiens Freiheit im Jahre 1830 gefallenen Vaterlandsverteidiger.[5]
- Hymne à Godefroid de Bouillon
- Stabat
- Ave Verum
- Chants ossianiques
- Prière avant le combat
- La branche d’Amandier